# Carl Ericsson i Jönköping
Carl Magnus Ericsson (i riksdagen kallad Ericsson i Jönköping), född 1860 i Tävelsås, död 8 maj 1944 i Jönköping, var en svensk jurist och politiker (liberal).
Carl Ericsson, som studerade juridik vid Lunds universitet, gjorde karriär i domstolsväsendet och blev ledamot av Göta hovrätt 1888, advokatfiskal 1891, assessor 1909 och hovrättsråd 1910. Han hade även förtroendeuppdrag i Jönköpings politiska liv, till exempel ledamot i stadsfullmäktige 1895–1902 och i drätselkammaren 1892–1897.
Han var riksdagsledamot i andra kammaren för Jönköpings stads valkrets från 10 februari 1900 till utgången av 1902. I riksdagen tillhörde han liberala samlingspartiet.